# 张邠
张邠（?—?），三国东吴官员，孙亮时侍中。
孙亮路过西苑，正在吃生梅，于是就派黄门宦官到宫中取蜂蜜来浸泡梅子。蜜里有老鼠屎。孙亮召来藏吏审问，藏吏叩头。孙亮问藏吏：“黄门向你要过蜜吗？”藏吏回答：“早先索要过，实不敢给。”黄门不服。侍中刁玄、张邠上奏：“侍中、藏吏说的不同，请把他们下狱查问。”孙亮说：“这容易知道。”孙亮让人破开鼠屎，屎里是干燥的。孙亮大笑着对刁玄、张邠说：“如果鼠屎之前在蜜里，里外都应该是湿的；现在外面湿，里面干燥，一定是黄门所做的。”黄门自认服罪。裴松之认为如果是新鼠屎里外也都是湿的。